# متلازمة بيتر بان
تشير متلازمة بيتر بان( متلازمة بيتر بان ليست مرضًا حقيقيًا) إلى عدم رغبة جيل الشباب في النضج وما يتصل بذلك من سلوكيات طائشة. ولقد شاع ظهور هذه المتلازمة في الثمانينيات من القرن العشرين عندما لم يكن الشعور بالمسؤولية في وقت مبكر من العمر حسبما هي العادة. وقد تضم العوامل التي أدت إلى ذلك الحماية الزائدة التي يوفرها الآباء العصريون وربما يكون فقط تدللا من الشباب و ذلك لخوض تجربة جديدة.
تعتمد تلك الظاهرة على شخصية بيتر بان التي اخترعها الروائي والمسرحي الأسكتلندي جيمس ماثيو باري، تلك الشخصية التي لا تكبر أبدًا وتتصرف سلوكيات طائشة بلا مبالاة ودونما تفكير. وتشيع هذه المتلازمة بشكل أكبر بين الأولاد.

## المجتمع والثقافة

### جيل بمرنج
يرتبط مفهوم جيل بمرنج ارتباطًا مباشرًا بمتلازمة بيتر بان. فجيل بمرنج أحد المصطلحات المتعددة المستخدمة لوصف الجيل الحالي من البالغين الشباب في الحضارة الغربية. ولقد أطلقت تلك المسميات على هؤلاء الشباب نظرًا لترددهم في اختيار العيش مع آبائهم بعد فترة قصيرة من العيش بمفردهم ومن ثم يرتد إلى محلهم الأصلي.